# Golema zlatica
Golema zlatica (Solidago gigantea) je višegodišnja zeljasta biljka koja pripada familiji Asteraceae. Na skali invazivnosti je svrstana među jako invazivne biljke, zahvaljujući svojoj dobroj sposobnosti da se prilagodi uslovima umerene klime. Potiče iz Severne Amerike, a pretpostavlja se da je u ostale delove sveta introdukovana u XVIII veku. Ima visoki reproduktivni potencijal i utiče na ljudsko zdravlje.

## Opis
Golema zlatica se karakteriše prisustvom rizoma i jednogodišnjim nadzemnim izdankom. Izdanak je negranat osim dela sa cvastima. Na izdanku su uočljivi elipsoidni listovi bez drške, naizmenično raspoređeni. Cvetovi (jezičasti i cevasti) su organizovani u cvetolike glavičaste cvasti žute boje. Svaki cvet poseduje 5 prašnika i tučak koji se sastoji iz 2 srasle karpele. Plod je ahenija sa papusom (cipsela).

## Rasprostranjenost
Ova vrsta vodi poreklo iz umerenih oblasti SAD i Kanade. U Evropu je introdukovana kao ukrasna biljka, a prve divlje populacije su zabeležene početkom XIX veka i na ovom kontinentu je zastupljena u skoro svim zemljama. Postoje i podaci da se nalazi u Aziji, tačnije u Japanu i Južnoj Koreji gde raste kao introdukovana vrsta.

## Stanište
Naseljava uglavnom livade, ruderalna staništa, kao i staništa kraj reke. Može se gajiti kao ukrasna biljka. Zastupljenost ove vrste je najčešće posledica neodgovarajućeg održavanja staništa. Negativno utiče na diverzitet staništa, smanjujući broj nativnih floralnih i faunalnih vrsta.